# Будівельна справа

Будівни́цтво, будува́ння — галузь матеріального виробництва, в якій створюються основні фонди виробничого і невиробничого призначення: готові до експлуатації будівлі, споруди, їх комплекси.
В термінології профільного Міністерства розвитку громад та територій «будівництво» — це нове будівництво, реконструкція, реставрація та капітальний ремонт об'єктів будівництва.
Термін «будівництво» охоплює:
- будівельні роботи, серед них земляні роботи й спорудження, конструктивні зміни, реставраційні роботи, капітальний і поточний ремонт (куди входять чистка й пофарбування) та знесення усіх видів будинків чи будівель;
- цивільне будівництво, куди входять земляні роботи й спорудження, конструктивні зміни, капітальний і поточний ремонт та знесення, наприклад, аеропортів, доків, гаваней, внутрішніх водних шляхів, гребель, захисних споруд на берегах річок і морів поблизу зон обвалів, автомобільних доріг і шосе, залізниць, мостів, тунелів, віадуків та об'єктів, пов'язаних з наданням послуг, як-от комунікації, дренаж, каналізація, водопостачання й енергопостачання;
- монтаж та демонтаж будов і конструкцій з елементів заводського виробництва, а також виробництво збірних елементів на будівельному майданчику.

Староукраїнським відповідником до слова будувати (пол. budować, від середньоверхньонімецького büden) є слово строїти (д.-рус. строити, прасл. *strojiti).

## Класифікація

### Галузі будівництва
Розрізняють такі галузі будівництва:
- Промислове будівництво;
- Транспортне будівництво;
- Житлово-цивільне будівництво.

### Види будівництва
Існують такі види будівництва:
- великопанельне житлове будівництво;
- збірно-монолітне каркасне житлове будівництво;
- цегляне житлове будівництво;
- дерев'яне житлове будівництво;
- панельно-каркасне житлове будівництво.

Після завершення будівництва забудовник має подати декларацію про готовність до експлуатації об'єкта з незначними наслідками [Архівовано 26 листопада 2018 у Wayback Machine.] або отримати сертифікат, що підтверджує прийняття в експлуатацію об'єктів класу наслідків СС2 та СС3.